# La Rivière (Réunion)
Koordinaten: 21° 15′ S, 55° 27′ O
La Rivière („der Fluss“), auch Rivière-Saint-Louis genannt, ist eine Ortschaft in dem französischen Übersee-Département Réunion im südöstlichen Indischen Ozean. Mit seinen 22.000 Einwohnern gehört La Rivière administrativ gegenwärtig zur Gemeinde Saint-Louis. Die Teilung der Gemeinde Saint-Louis wurde am 29. März 2009 in einer Abstimmung der Gemeindebürger mit einer Mehrheit von 52,6 % angenommen.

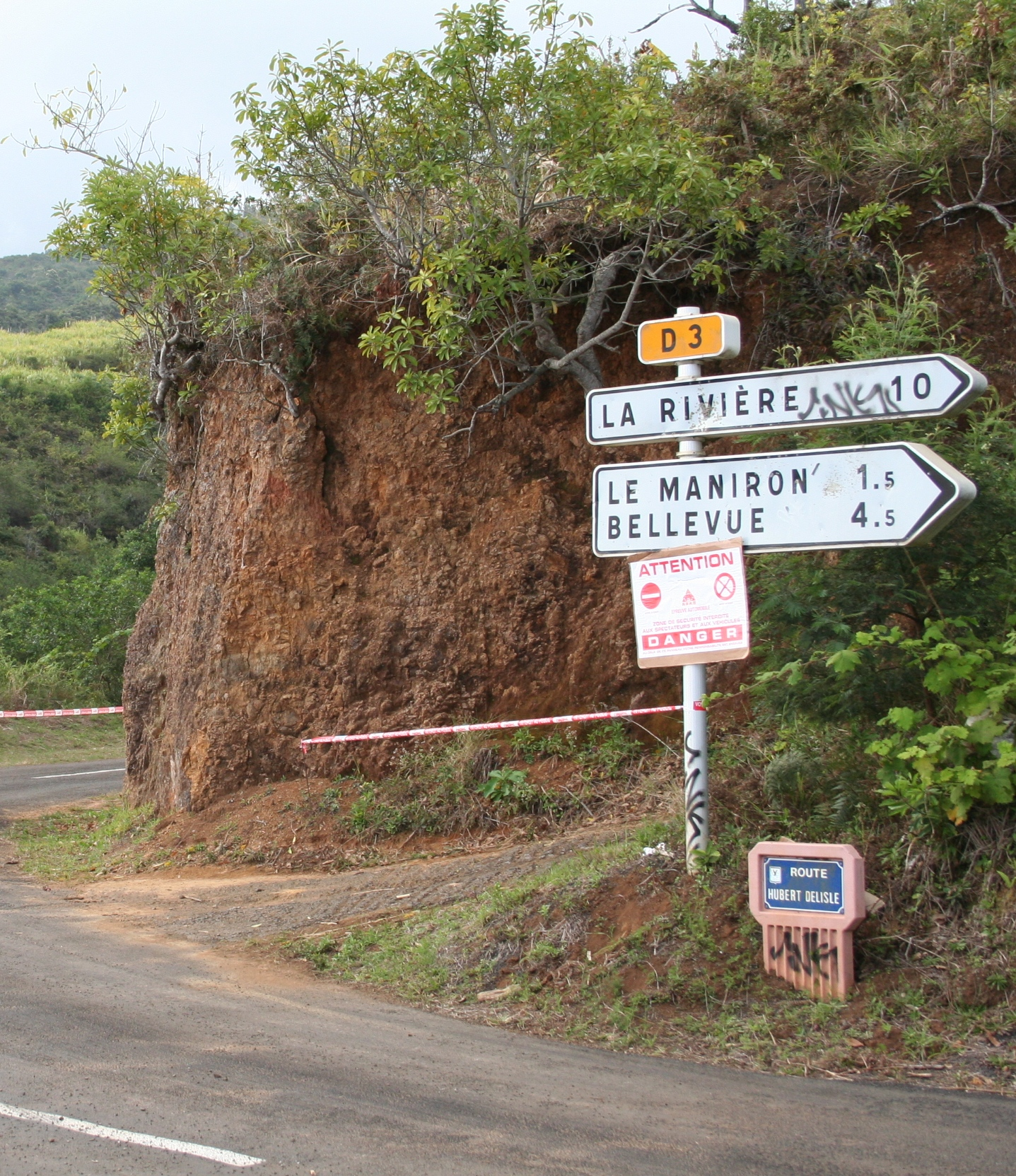
Wegweiser nach La Rivière

La Rivière besteht aus den Ortsteilen Le Ouaki, Bois-Nèfle, Le Ruisseau, Petit-Serré, Le Tapage, Le Gol-les-Hauts, Les Canots und Les Makes. An der Straße nach Cilaos befindet sich die entlegenere Siedlung Furcy, benannt zu Ehren des gleichnamigen Sklaven, der im Jahr 1817 seinen Status als Sklave juristisch bekämpft hatte.
Bekannt ist La Rivière vor allem für sein Tischler- und Ebenistenhandwerk. Jedes Jahr im August findet hier der Salon Expo-Bois statt, eine Messe, bei der die Möbelfabrikanten der Insel ihre Produkte präsentieren.